# Собестианский, Иван Михайлович
Иван Михайлович Собестианский (1856—1895) — русский юрист и славист, изучавший институт круговой поруки у славян.

## Биография
Родился 5 (17) сентября 1856 года в 1856 году в Тифлисе в семье врача Михаила Карловича Собестианского, в 1871 году получившего чин действительного статского советника.
Окончив гимназию, поступил на юридический факультет Харьковского университета, прослушав в нём полный курс до 1878 года.  Проявил особую склонность к изучению русского права; его студенческое сочинение «Генеральные штаты Франции и Земские соборы России» было отмечено серебряной медалью. По окончании университете он некоторое время служил в Тифлисской судебной палате кандидатом на судебные должности. Осенью 1879 года Харьковский университет избрал его стипендиатом по кафедре Истории славянских законодательств; в 1883 году он сдал экзамен на степень магистра государственного права и с 1 января 1885 года был отправлен в двухгодичную заграничную командировку. После возвращения в 1887 году был допущен в качестве приват-доцента к чтению лекций в Харьковском университете по истории русского права.
После защиты магистерской диссертации «Круговая порука у славян» (1888) был назначен исправляющим должность экстраординарного профессора, а защитив докторскую — «Учения о национальных особенностях древних славян» (1893) — был назначен ординарным профессором. Принимал участие в чтении популярных лекций для учительниц.
В его магистерской диссертации к славянским фактам подобраны однородные факты из законодательства индусов, евреев, древненемецкого права, из правовых обычаев черногорцев, албанцев и других народов. В результате был сделан вывод, что круговая порука свойственна не одним славянам, а существует у многих народов, являясь продуктом известной степени общественного развития. В докторской диссертации Собестианский высказал мнение, что в старинных научных трудах о славянах господствует объективное изучение, но с начала XIX века, под влиянием идей Гердера и Руссо, славянская историческая наука вступила на ложный путь; возникло «сентиментально-поэтическое» отношение к древнему славянству, закреплённое в славистике трудами Суховецкого, Шафарика и Лелевеля. Собестианский отрицал взаимосвязь религии, национального характера и социального устройства. По вопросу адекватной оценки гердеровского наследия в связи с трактовкой славянской темы и гердеровской славистики Собестианским в конце века разразилась полемика; харьковские учёные во главе с Д. И. Багалеем не приняли основных идей сочинения Собестианского. Разбор обеих его диссертаций был дан профессором М. С. Дриновым в сборнике некрологов, изданным харьковским историко-филологическим обществом в 1896 году.
Умер скоропостижно в чине статского советника 8 (20) декабря 1895 года.

## Труды
- Собестианский И. М. Круговая порука у славян по древним памятникам их законодательства — 2-е изд., испр. и доп. — Х.: Тип. М. Ф. Зильберберга, 1888. — 172 c.
- Собестианский И. М. Учения о национальных особенностях характера и юридического быта древних славян. — Х.: Типография А. Н. Гусева, 1892. — 348 с.
  - 2-е изд. — Москва : URSS, 2011. — 348 с.